# Route 37 (Ontario)
Pour les articles homonymes, voir Route 37.
La route 37 est une route provinciale de l'Ontario reliant Belleville à Actinolite, dans sud de l'Ontario. Elle possède une longueur de 44 kilomètres.

## Description du Tracé
La route 37 débute dans le quartier de Cannifton au nord de Belleville, à sa jonction avec l'autoroute 401 (sortie 544). Elle commence sa route vers le nord en traversant de petites communautés sur ses 20 premiers kilomètres près de la rivière Moira, tel que Corbyville, Plainfield et Roslin. 35 kilomètres au nord de Belleville, la 37 traverse la ville de Tweed, tout juste à l'ouest du lac Stoco. Tweed est d'ailleurs la seule ville traversée par la route 37.
9 kilomètres au nord de Tweed,  à Actinolite, la route 37 croise la route 7 sur une intersection en T, signifiant du même coup l'extrémité nord de la 37. Par la route 7, il est possible de rejoindre Peterborough, Carleton Place, et même Ottawa via l'autoroute 417. 